# Artur Guliyev
Artur Guliyev (1997) es un deportista uzbeco que compite en piragüismo en la modalidad de aguas tranquilas. Ganó dos medallas en el Campeonato Mundial de Piragüismo, en los años 2019 y 2023.

## Palmarés internacional
| Campeonato Mundial | Campeonato Mundial   | Campeonato Mundial | Campeonato Mundial |
| Año                | Lugar                | Medalla            | Competición        |
| ------------------ | -------------------- | ------------------ | ------------------ |
| 2019               | Szeged (Hungría)     | Medalla de bronce  | C2 200 m           |
| 2023               | Duisburgo (Alemania) | Medalla de oro     | C1 200 m           |